# August von Rumohr
Friedrich Wolfgang August von Rumohr (* 6. Juli 1851 in Kiel; † 27. August 1914 auf Gut Rundhof) war ein deutscher Offizier, Rittergutsbesitzer, Hofbeamter und Parlamentarier.

## Leben
Seine Eltern waren Wulf Henning von Rumohr (1814–1862) auf Rundhof, Verbitter des Adeligen Kloster in Itzehoe, und Marianne, geb. Ullrich (1828–1913), eine Tochter von Franz Wolfgang Ullrich in Hamburg. August von Rumohr studierte an der Georg-August-Universität Göttingen Rechtswissenschaften. 1872 wurde er Mitglied des Corps Saxonia Göttingen. Von 1874 bis 1879 war er Offizier beim 16. Husaren-Regiment. Später war er Rittmeister der Landwehr-Kavallerie. Nach seinem Abschied aus dem 16. Husaren-Regiment lebte er auf seinem 811 Hektar großen Gut Rundhof in Schleswig.
Von Rumohr war Kammerherr und seit 1896 Direktor der schleswig-holsteinischen Landschaft. Von 1911 bis zu seinem Tod 1914 war er Mitglied des Preußischen Herrenhauses. Er war verheiratet mit Jenny Freiin von Brockdorff aus dem Hause Kletkamp.